# Малий септакорд зі зменшеним тризвуком
У теорії музики малий септакорд зі зменшеним тризвуком (також відомий як малий зменшений або напівзменшений септакорд) — це септакорд, звуки якого утворюють з основним тоном інтервали: малу терцію, зменшену квінту та малу септиму (1, ♭ 3, ♭ 5, ♭ 7). Наприклад, малий зменшений септакорд, побудований на C, зазвичай записується як Cm7(♭5) або C ø 7, і складається зі звуків C–E ♭ –G ♭ –B ♭ :
Відтворення аудіо не підтримується у вашому браузері. Ви можете завантажити аудіо-файл.
Як і інші септакорди, може застосовуватись в основному вигляді або в трьох оберненнях:

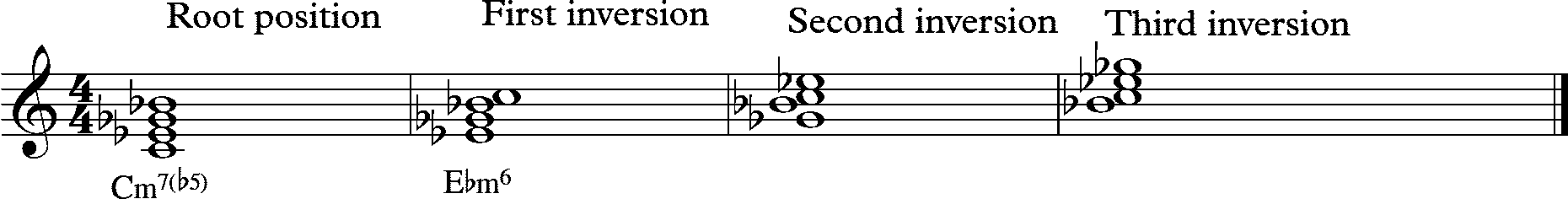
Напівзменшені акордові звороти

У діатонічній гармонії малий зменшений септакорд виникає на сьомому ступені натурального мажору (наприклад, B ø 7 у C-dur) отже, є ввідним септакордом. Так само малий зменшений виникає на другому ступені будь-якої натурального мінору (наприклад, D ø 7 до мінор).

## Використання
Малий зменшений септакорд використовується досить часто, і нерідко пов'язаний із загостреною емоцією, як на приклад у початковому хорі «Страстей за Матвієм» Й. С. Баха на сьомій долі першого такту:

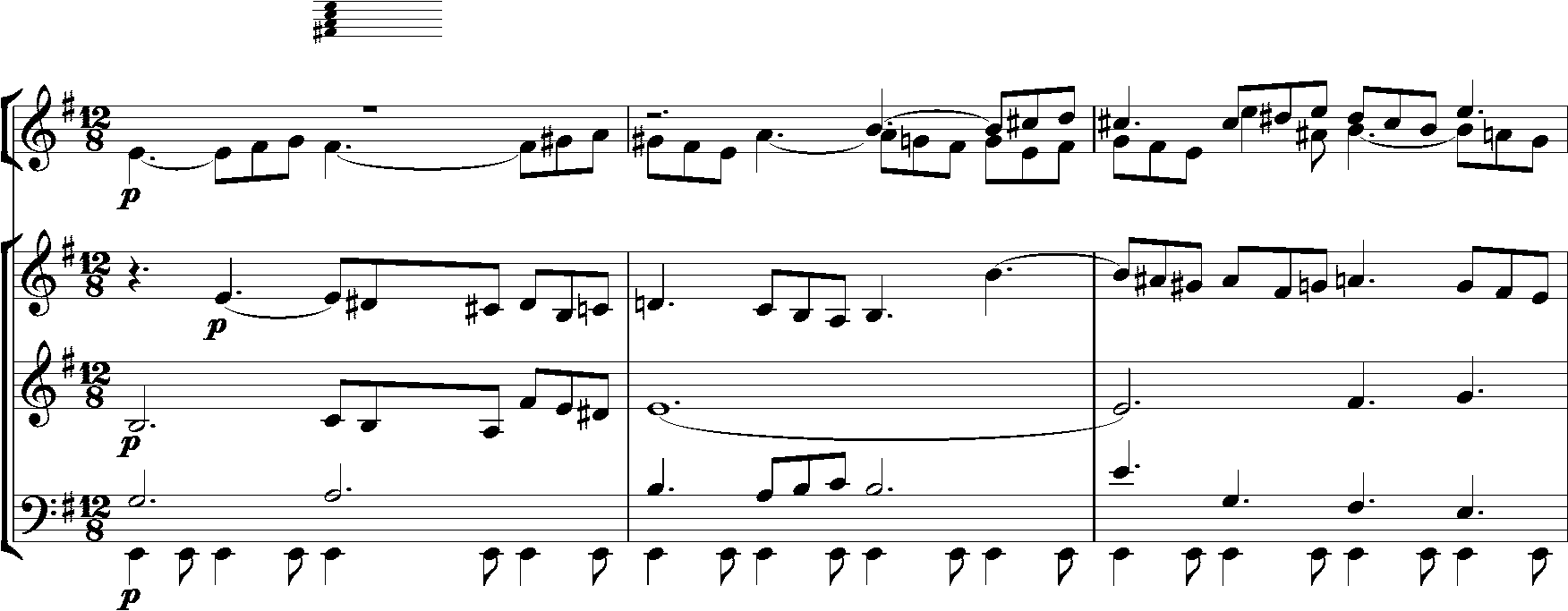
Бах, Страсті за Матвієм, відкриття

Навпаки, у Весільному марші з музики Мендельсона до «Сону літньої ночі» акорд пов'язаний із радісною емоцією.

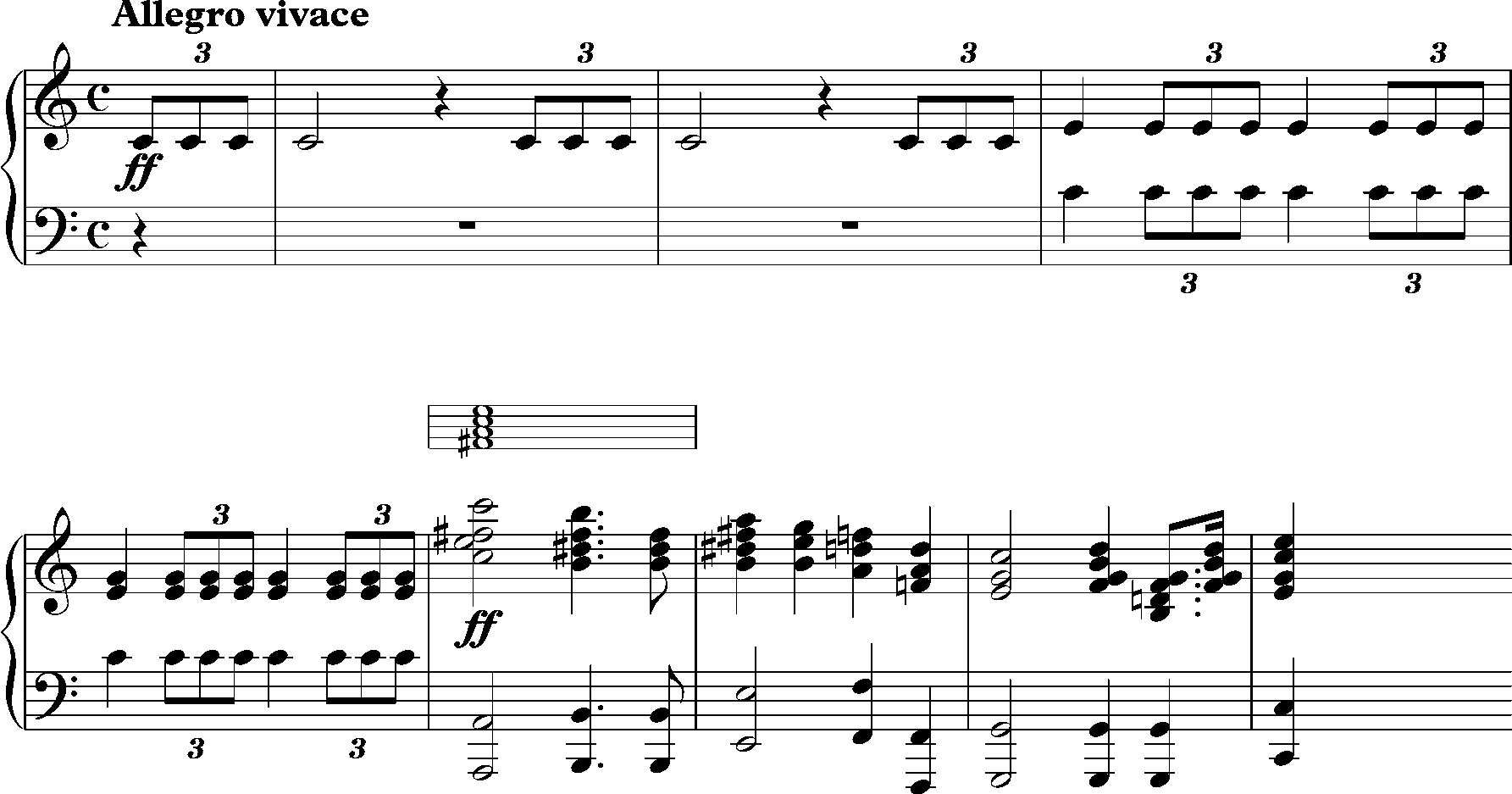
Мендельсон, Весільний марш

Відомий приклад застосування малого зменшеного в оберненні — початок скерцо № 1 Шопена, який надихає музикознавців на такі метафори як «квінтесенція драматичного акорду» або «крику відчаю».

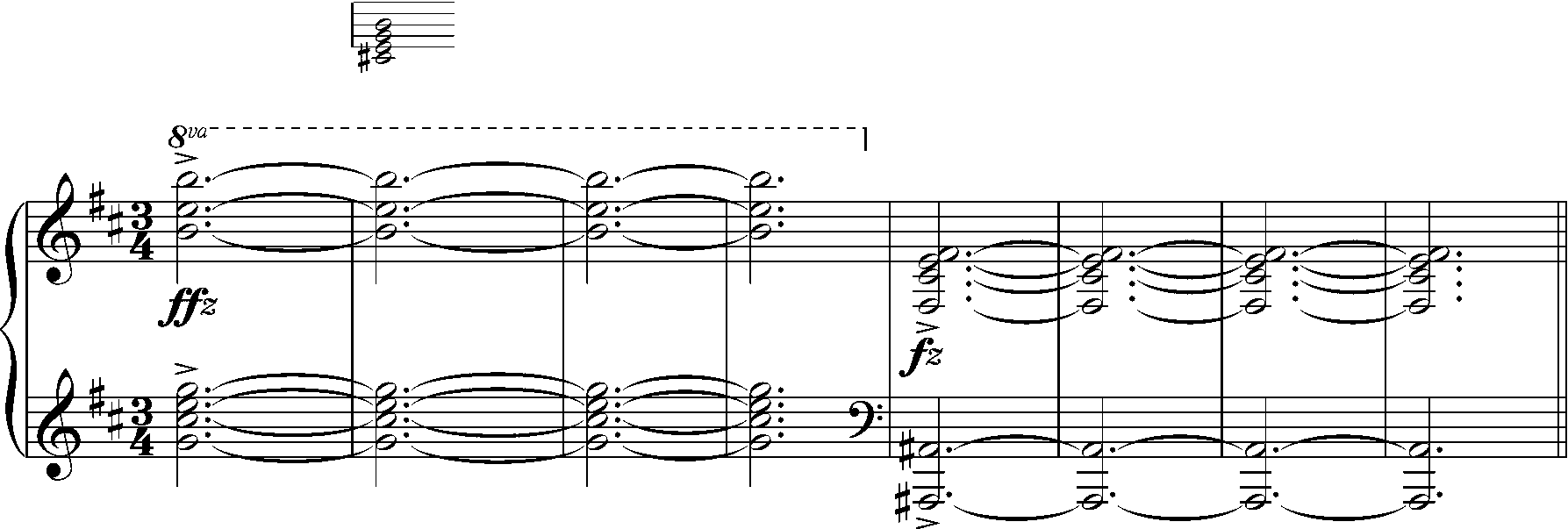
Шопен, Скерцо № 1 такти 1–8

Вагнер часто використовував малий зменшений акорд для експресивного ефекту. Найбільш дискусійним прикладом є т. зв. Тристан-Акорд, який відкриває оперу Трістан та Ізольда, що з точки зору гармонічного контексту являє собою хибний малий зменшений септакорд. В опері «Парсифаль» лейтмотив головного героя, що в першому акті побудований переважно на мажорних тризвуках:

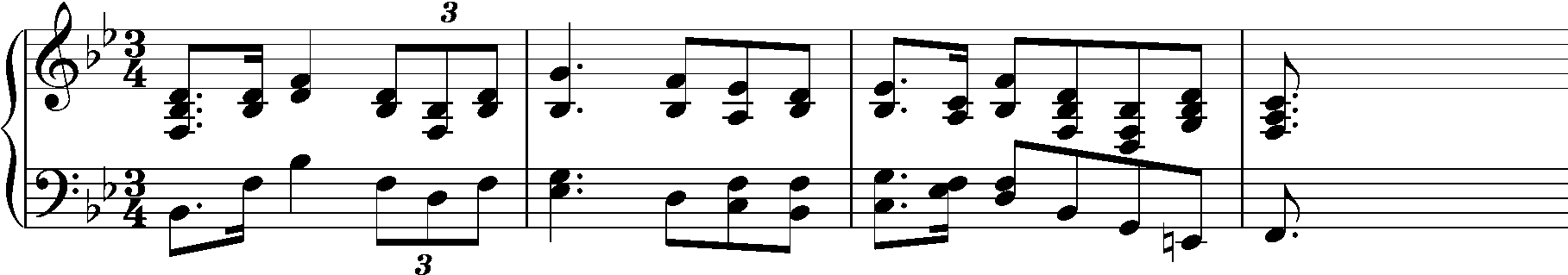
Вагнер, з Парсифаля, дія 1

у фіналі спирається саме на малий зменшений септакорд. Така трансформація на думку музикознавців показує «як герой зростає в мудрості» і передає «глибоке сумне і смиренне враження»

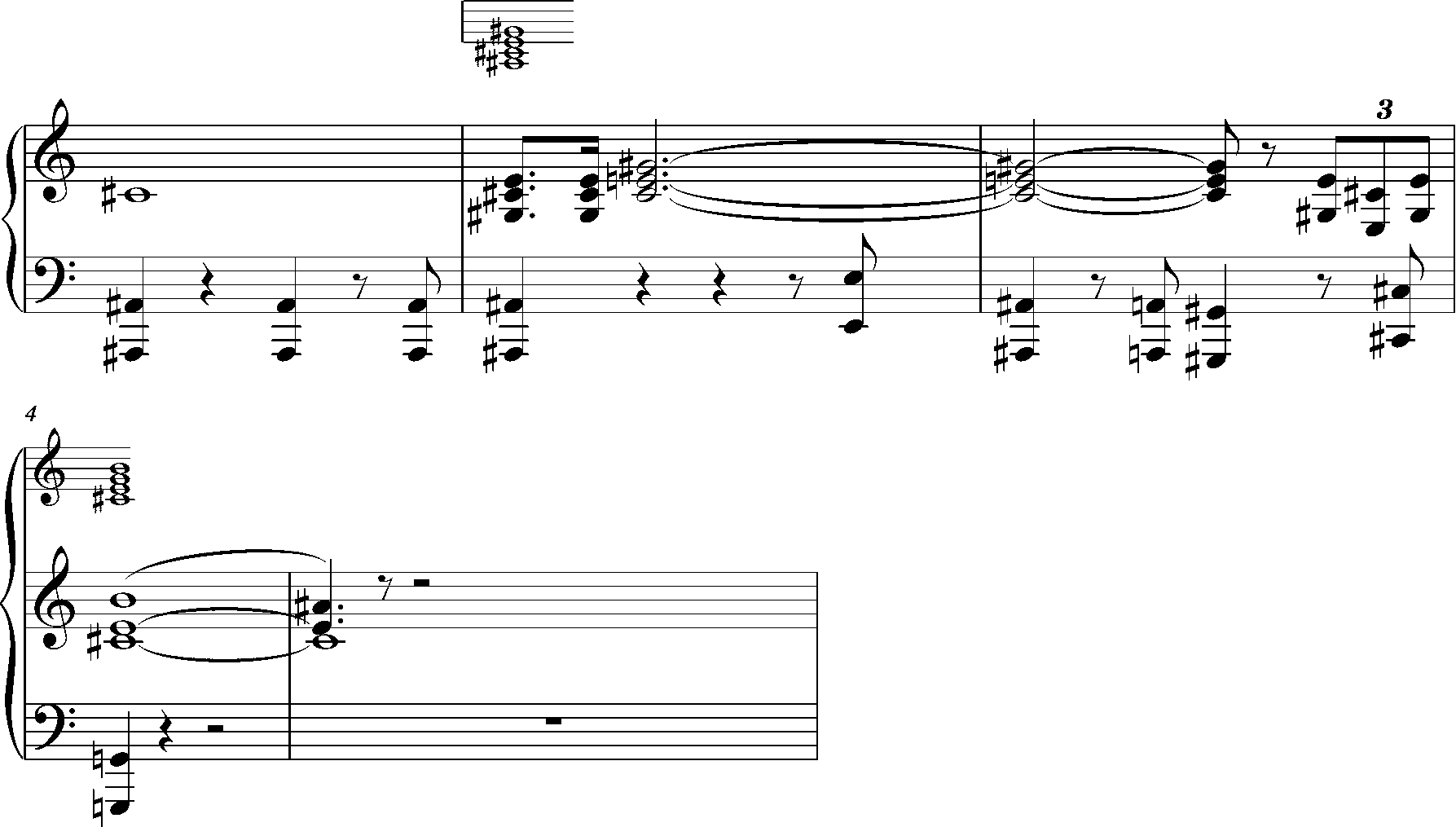
Вагнер, з Парсифаля дія 3

Ґустав Малер уявляв початок своєї 7-ої симфонії «як трагічну ніч без зірок і місячного світла». Малий зменшений септакорд у низькому регістрі передає темний, задумливий характер. Яскрава фраза на валторні у другому такті побудована на звуках цього акорду.

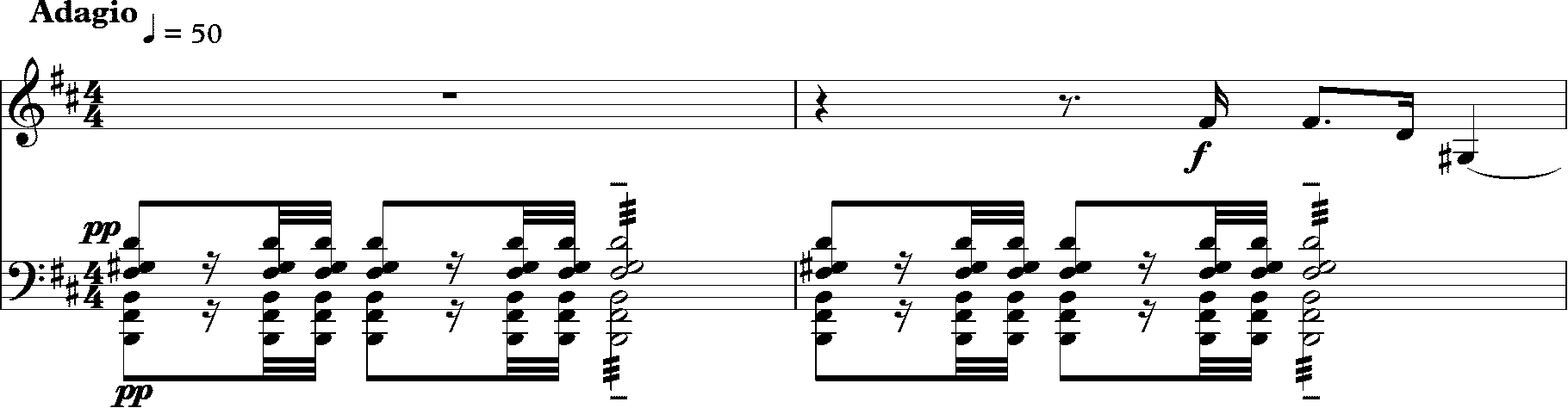
Малер, Симфонія № 7, відкриття

## Таблиця
| Акорд  | Основний тон | Мала терція | Зменшена квінта | Мала септима |
| ------ | ------------ | ----------- | --------------- | ------------ |
| C♭m7♭5 | C♭           | E (D)       | G (F)           | B (A)        |
| Cm7♭5  | C            | E♭          | G♭              | B♭           |
| C♯m7♭5 | C♯           | E           | G               | B            |
| D♭m7♭5 | D♭           | F♭ (E)      | A (G)           | C♭ (B)       |
| Dm7♭5  | D            | F           | A♭              | C            |
| D♯m7♭5 | D♯           | F♯          | A               | C♯           |
| E♭m7♭5 | E♭           | G♭          | B (A)           | D♭           |
| Em7♭5  | E            | G           | B♭              | D            |
| E♯m7♭5 | E♯           | G♯          | B               | D♯           |
| F♭m7♭5 | F♭           | A (G)       | C (B♭)          | E (D)        |
| Fm7♭5  | F            | A♭          | C♭ (B)          | E♭           |
| F♯m7♭5 | F♯           | A           | C               | E            |
| G♭m7♭5 | G♭           | B (A)       | D (C)           | F♭ (E)       |
| Gm7♭5  | G            | B♭          | D♭              | F            |
| G♯m7♭5 | G♯           | B           | D               | F♯           |
| A♭m7♭5 | A♭           | C♭ (B)      | E (D)           | G♭           |
| Am7♭5  | A            | C           | E♭              | G            |
| A♯m7♭5 | A♯           | C♯          | E               | G♯           |
| B♭m7♭5 | B♭           | D♭          | F♭ (E)          | A♭           |
| Bm7♭5  | B            | D           | F               | A            |
| B♯m7♭5 | B♯           | D♯          | F♯              | A♯           |